# Тридцатитысячники
Тридцатитысячники — передовые работники предприятий и организаций, партийных и советских учреждений, направленные Коммунистической партией Советского Союза в деревню в 1955—1957 годах для руководства экономически слабыми и отстающими колхозами с целью подъёма колхозного производства в СССР.
25 марта 1955 года ЦК КПСС и Совет Министров СССР приняли Обращение и постановление «О мерах по дальнейшему укреплению колхозов руководящими кадрами», в котором партийным и советским организациям предлагалось подобрать не менее 30 тысяч добровольцев для руководящей работы в колхозах. На призыв партии и правительства откликнулось более 100 тысяч человек. Из них было отобрано свыше 30 тысяч наиболее квалифицированных и опытных работников, более 90 процентов которых составляли коммунисты. Их стали называть «тридцатитысячниками», большинство «тридцатитысячников» было избрано председателями колхозов.